# Ганза (вспомогательный крейсер)
«Ганза» (нем. Hansa) — немецкий вспомогательный крейсер времён Второй мировой войны. Номера HSK не имел, бывшее датское грузовое судно «Гленгэрри» (англ. Glengarry), в германском флоте обозначался как «Судно № 5», во флоте Великобритании обозначения не имел.

## История создания
Датский грузо-пассажирский пароход «Гленгэрри» был построен в Копенгагене в 1939 году. После оккупации Дании Германией был захвачен немцами, переименован в «Меерсбург» и переоборудован в учебный корабль-цель для 27-й флотилии подводных лодок.
Зимой 1942/43 был направлен на верфь «Уилтон» в Роттердаме, затем Амбург, где был переоборудован во вспомогательный крейсер по обозначением «Судно № 5 (II)». В боевых действиях в этом качестве участия не принимал.

## Боевые действия
В феврале 1944 превращён в учебно-тренировочный корабль.
С сентября 1944 по май 1945 года использовался как транспорт для эвакуации войск и населения с Балтики, перевёз более 12 000 человек.
4 мая 1945 года подорвался на мине, однако остался на плаву.

### Судьба
20 мая 1945 прибыл в Фемарн, где был интернирован. При разделе германского флота отошёл к Великобритании, в 1946 году был продан Дании.
Под разными названиями плавал до 1971 года, когда был разобран на металл.